# Battle Mountain
Battle Mountain é uma Região censo-designada localizada no estado americano de Nevada, no Condado de Lander.

## Demografia
Segundo o censo americano de 2000, a sua população era de 2871 habitantes.

## Geografia
De acordo com o United States Census Bureau tem uma área de 
4,7 km², dos quais 4,7 km² cobertos por terra e 0,0 km² cobertos por água. Battle Mountain localiza-se a aproximadamente 1372 m acima do nível do mar.

## Localidades na vizinhança
O diagrama seguinte representa as localidades num raio de 100 km ao redor de Battle Mountain. 